# Telostylinus speculator
Telostylinus speculator är en tvåvingeart som beskrevs av Willi Hennig 1937. Telostylinus speculator ingår i släktet Telostylinus och familjen Neriidae. Inga underarter finns listade i Catalogue of Life.